# Hug (新垣結衣のアルバム)
『hug』（ハグ）は、新垣結衣の2枚目のアルバム。2009年6月17日にWARNER MUSIC JAPANから発売された。

## 概要
初回限定盤A・B、および通常盤の計3形態での同時発売となった。限定盤Aのジャケットは、新垣本人描き下ろしのオリジナルイラストとなっている。また、限定盤Bと通常盤には、それぞれ特典ディスクが付属し、限定盤Bには収録曲全曲のnaked voice ver.（新垣のアカペラのみで構成されたバージョン。シングルのカップリング曲での収録が恒例となっている）によるボーナスCDが、通常盤には収録曲2曲のPVやメイキング映像などを収めたDVDが付属となっている。また、いずれも初回プレス分には、特典の応募カードが封入される。
本作には、シングル「Make my day」「赤い糸」「piece」「うつし絵」の4曲の他、いしわたり淳治や川江美奈子、岸田繁（くるり）、CHARA、矢野まきなどのミュージシャンが楽曲提供をした楽曲を含む、全13曲が収録されている。
本作のキャンペーンとして、アルバム発売前の6月3日からは、魔法のiらんど提供のポータルサイト『ハニーハニーガールズ』のピックアップアーティストとして複数の企画が行われた。また、アルバム発売と前後し、TOKYO FM『SCHOOL OF LOCK!』とのコラボレーション企画として「幸せの"hug"プロジェクト」が開催された他、東京都内のカフェ2店舗において「新垣結衣の"hug cafe"」が限定でオープンしていた。

## 収録曲

### CD
1. Heart will drive
作詞：emmy、作曲・編曲：田中隼人
  - ラウンドワン企業CMソング
2. うつし絵
作詞：岩里祐穂、作曲：クボケンジ、編曲：松岡モトキ、伊藤隆博、ストリングスアレンジ：岡村美央
  - 4thシングル
3. Only you
作詞・作曲：Chara、編曲：蔦谷好位置
4. Make my day
作詞・作曲・編曲：Keito Blow、編曲：岸村正実
  - 1stシングル
5. フリーバード
作詞・作曲：矢野まき、編曲：山本隆二
6. 進化論
作詞：いしわたり淳治、作曲：岸田繁、編曲：會田茂一
7. la la...
作詞：新垣結衣・葛谷葉子、作曲：葛谷葉子、編曲：渡辺善太郎
8. ハチミツ
作詞：岩里祐穂、作曲：島本道太郎・村山☆潤、編曲：松岡モトキ、阿部尚徳
  - 4thシングルカップリング
9. piece
作詞・作曲：川江美奈子、編曲：松岡モトキ、阿部尚徳
  - 3rdシングル
10. 巣箱
作詞：岩里祐穂、作曲：葛谷葉子、編曲：島本道太郎
11. レインボウ
作詞・作曲：クボケンジ、編曲：渡辺善太郎
12. 赤い糸
作詞・作曲：小渕健太郎、編曲：亀田誠治
  - 2ndシングル
  - コブクロのインディーズアルバム『Root of my mind』収録曲のカバー
13. hug
作詞：新垣結衣、作曲・編曲：蔦谷好位置
  - 本作のタイトル曲
  - 日本テレビ・東京都現代美術館『ウォルトが信じたひとりの女性。メアリー・ブレア展』CMイメージソング

### DVD
1. 「piece」Music Video（ジブリver.）
2. 「piece」Music Video（新垣結衣出演ver.）
3. 「うつし絵」Music Video（新垣結衣×川島海荷ver.）
4. 「うつし絵」Music Video（新垣結衣ver.）
5. アルバム「hug」メイキング映像

## 演奏
- 新垣結衣
  - All Vocals
  - Chorus (#3)
- 田中隼人：Guitars, Keyboards, All Other Instruments (#1)
- 松岡モトキ
  - Guitars (#2.8.9)
  - Programming (#2)
  - Tambourine (#8)
  - Bouzouki (#9)
- 小西昭次郎：Drums (#2.8.9)
- 沖山優司：Bass (#2.8.9)
- 伊藤隆博：Keyboards (#2.8.9)
- 岡村美央ストリングス：Strings (#2)
- Chara：Chorus (#3)
- 蔦谷好位置：Keyboards, Programming  (#3.13)
- 岸村正実：Keyboards, Programming  (#4)
- 佐藤克彦：Guitars, Bass (#4)
- 山本隆二：Keyboards, Programming  (#5)
- 河村""カースケ智康：Drums (#5.7.11.12)
- 鹿島達也：Bass (#5)
- 山本タカシ：Guitars (#5)
- 會田茂一：Guitars, Programming (#6)
- 阿部耕作 (THE COLLECTORS)：Drums  (#6)
- キタダマキ：Bass (#6)
- 中村圭作：Keyboards (#6)
- 渡辺善太郎：Guitars, Bass, Programming, All Other Instruments (#7.11)
- 堀沢正巳：Cello (#7)
- 阿部尚徳：Programming (#8.9)
- 岡村美央：Violin (#8)
- 島本道太郎：Bass, Programming (#10)
- 梶原健生：Co-Arrangement, Guitars, Programming (#10)
- 山下政人：Drums, Percussion (#10)
- 高橋洋子：Violin (#10)
- 飯田高広：Programming (#12)
- 亀田誠治：Bass (#12)
- 小倉博和：Guitars (#12)
- 斎藤有太：Keyboards (#12)
- 金原千恵子ストリングス：Strings (#12)